# Guntrun Müller-Enßlin
Guntrun Müller-Enßlin (* 24. September 1958 in Stuttgart) ist eine deutsche Theologin und Autorin.
Müller-Enßlin studierte Theologie in Tübingen und Zürich, lebt in Stuttgart-Vaihingen und war bis zum Jahr 2021 geschäftsführende Pfarrerin der Oswald-Wolfbusch-Gemeinde. Sie schreibt Romane und Erzählungen, malt, engagierte sich im Rahmen der Proteste gegen Stuttgart 21 für den Erhalt des Stuttgarter Schlossgartens und kritisierte das dortige gewaltsame Vorgehen der Polizei im Jahre 2010.
Müller-Enßlin ist seit 2014 Mitglied im Stuttgarter Gemeinderat für die Wählergruppe Stuttgart Ökologisch Sozial (SÖS).
Sie ist Jury-Mitglied für den Hegel-Preis.

## Werke
- Amen, Segen, Türen weit. Eine Pfarrerin sucht ihren Weg. Stieglitz-Verlag, Mühlacker/Irdning 1997, ISBN 3-7987-0335-3. Deutscher Taschenbuch-Verlag, München 1999, ISBN 3-423-20287-4.
- Grüne Oliven und andere köstliche Geschichten. Edition Anker, Stuttgart 1995, ISBN 3-7675-5003-2.
- Picknick in der Provence: Roman. Deutscher Taschenbuch-Verlag, München 2000, ISBN 3-423-20335-8.
- Zwischen Kirche und Bürgerbewegung. In: Stuttgart 21 Die Argumente, Hrsg. Wolfgang Schorlau, KIWI, Köln 2010, ISBN 978-3-462-04258-0.
- Stuttgart ist besser als Wanne-Eickel. Peter-Grohmann-Verlag, Stuttgart 2012, ISBN 3927340049.
- Wenn der Mond erzählen könnte. Roman, dtv Verlagsgesellschaft, München 2019, ISBN 978-3-423-21793-4